# Yan Feng
Yan Feng (閆峰T, 闫峰S, Yàn FēngP; Dalian, 7 febbraio 1982) è un calciatore cinese, centrocampista.

## Palmarès

### Club

#### Competizioni nazionali
- Campionato cinese: 1

Changchung Yatai: 2007